# Taçsız Prenses
Taçsız Prenses è un serial televisivo turco composto da 13 puntate suddivise in due stagioni, trasmesso su Fox dal 10 gennaio al 24 giugno 2023, con protagonisti İsmail Hacıoğlu, Sümeyye Aydoğan ed Elif Kurtaran. È un adattamento turco della serie televisiva giapponese del 1994 Without Family creata da Shinji Nojima.

## Trama
Masal è una bambina di nove anni che vive una vita difficile a Istanbul a causa della malattia cardiaca mortale di sua madre e del comportamento passivo e indifferente del suo patrigno. Masal inizia a guadagnare soldi per curare sua madre, ma quello che di solito vince è che sua madre ha bisogno di un intervento chirurgico costoso per essere curata. Tutto inizia a cambiare quando Masal incontra il suo nuovo insegnante, Ugin, che vede attraverso il suo volto pessimista e la aiuta a coltivare la ragazza bella e intelligente dentro di lei.

## Episodi
| Stagione         | Episodi | Prima TV Turchia | Prima TV Italia |
| ---------------- | ------- | ---------------- | --------------- |
| Prima stagione   | 10      | 2023             | inedita         |
| Seconda stagione | 3       | 2023             | inedita         |

## Personaggi e interpreti
- Evgin Akduman (episodi 1-10), interpretato da İsmail Hacıoğlu.
- Yağmur Elem (episodi 1-10), interpretata da Sümeyye Aydoğan.
- Masal İnan (episodi 1-13), interpretata da Elif Kurtaran.
- Fuat (episodi 1-10), interpretato da Tolga Tekin.
- Şirin İnan (episodi 1-13), interpretata da Feride Çetin.
- Harun Elem (episodi 11-13), interpretato da Tarık Papuççuoğlu.
- İştar Elem (episodi 1-10), interpretata da Seda Akman.
- Şahin (episodi 2-10), interpretato da Mustafa Kırantepe.
- Zehra (episodi 2-13), interpretata da Merve Şen.
- Neşe (episodi 1-13), interpretata da Merve Bulut.
- Hilal (episodi 1-13), interpretata da Eylül Şenocak.
- Studentessa della scuola 1 (episodi 1-10), interpretata da Liya Su Elez.
- Studente della scuola 2 (episodi 1-10), interpretato da İlker Umurhan.
- Studente della scuola 3 (episodi 1-10), interpretato da Cumali Lavent.
- Nazmiye (episodi 11-13), interpretata da Rozet Hubeş.

## Produzione
La serie è diretta da Volkan Keskin, scritta da Pınar Bulut, Onur Koralp, Elif Benan Tüfekçi e Mehmet Çetin Taşçı e prodotta da MF Yapım.

### Riprese
Le riprese sono state effettuate a Istanbul, in particolare nel quartiere di Beyoğlu, alla Torre di Galata e a Karaköy.

## Distribuzione
In Turchia la serie è andata in onda su Fox dal 10 gennaio al 24 giugno 2023: la prima stagione è stata trasmessa dal 10 gennaio al 28 marzo 2023, mentre la seconda stagione dal 17 al 24 giugno 2023.